# Nasreddine Nabi
Nasreddine Nabi (arabisch نصر الدين نابي, DMG: Naṣr ad-Dīn Nābī; * 9. August 1965 in Monastir, Tunesien) ist ein tunesischer Fußballtrainer und ehemaliger Fußballspieler. Seit 2024 ist er Cheftrainer des südafrikanischen Vereins Kaizer Chiefs.

## Karriere
Nabi spielte in seiner Jugend beim US Monastir, bevor er im jungen Alter nach Europa auswanderte. In Belgien beendete er sein Studium und erhielt die belgische Staatsbürgerschaft. Er absolvierte dort auch eine Trainerausbildung und begann seine Trainerlaufbahn im Jahr 2001 bei den Jugendmannschaften des RSC Anderlecht.
Im Rahmen eines technischen Kooperationsprogramms wechselte er 2004 in die Demokratische Republik Kongo, wo er weitere Erfahrungen sammelte. Nabi erhielt im Jahr 2019 UEFA-Pro-Lizenz. Diese höchste UEFA-Trainerlizenz berechtigt ihn dazu, nationale Mannschaften oder Profiklubs weltweit zu betreuen.

## Erfolge
AC Léopards
- CAF Confederation Cup (1)
  - Sieger: 2012
- Ligue 1 (Republik Kongo) (1)
  - Meister: 2012
- Kongolesischer Pokal
  - Finalist: 2012
- Kongolesischer Supercup (1)
  - 2011

Young Africans
- Tansanische Meisterschaft  (2)
  - Sieger 2022, 2023
- Tansanischer Pokal  (2)
  - Sieger 2022, 2023
- CAF Confederation Cup
  - Finalist 2023

FAR Rabat
- Marokkanische Meisterschaft
  - Vizemeister 2024
- Marokkanischer Pokal
  - Finalist 2023

Kaizer Chiefs
- Südafrikanischer Pokal  (1)
  - Sieger 2025